# Viva Trotskij!
Viva Trotskij! è la diciassettesima storia a fumetti di Valentina, celebre personaggio creato da Guido Crepax, che qui riflette la visione politica dell'autore. Si tratta interamente di un sogno di Valentina, che si è addormentata sul treno da Venezia a Milano.

## Trama
Dopo aver salutato Arno, il viaggio in treno di Valentina verso Milano si trasforma in una serie di sogni surreali. Il treno si trasforma in una macabra allegoria della rivoluzione russa. Valentina subisce un'aggressione da parte di militari zaristi e assiste a una sparatoria tra i vagoni. Catturata da alcune donne Sotterranee e consegnata allo zar, viene poi salvata dai rivoluzionari. Un risveglio illusorio la porta a una brutale umiliazione per mano di un controllore, prima che un vero risveglio la trovi a metà del viaggio.
Il sogno prosegue con Valentina inseguita e legata ai binari, per poi essere inaspettatamente salvata da soldati zaristi. Presentandosi come la Contessa Louise Brooks, si ribella quando le viene imposto di rinunciare alle sue amate espressioni artistiche. Il sogno culmina con il deragliamento del treno e l'incontro con una dura realtà rivoluzionaria: l'assassinio di Trotskij, la morte di Lenin e l'ascesa al potere di Stalin. Al suo risveglio Valentina scrive il nome di Trotskij sul finestrino del treno.

## Pubblicazioni
- alterlinus agosto/settembre 1974[2][3]
- Milano Libri (Diario di Valentina) ottobre 1975
- RCS (Volume 6) 2007
- Mondadori (Volume 19) 2015